# 帕扎爾

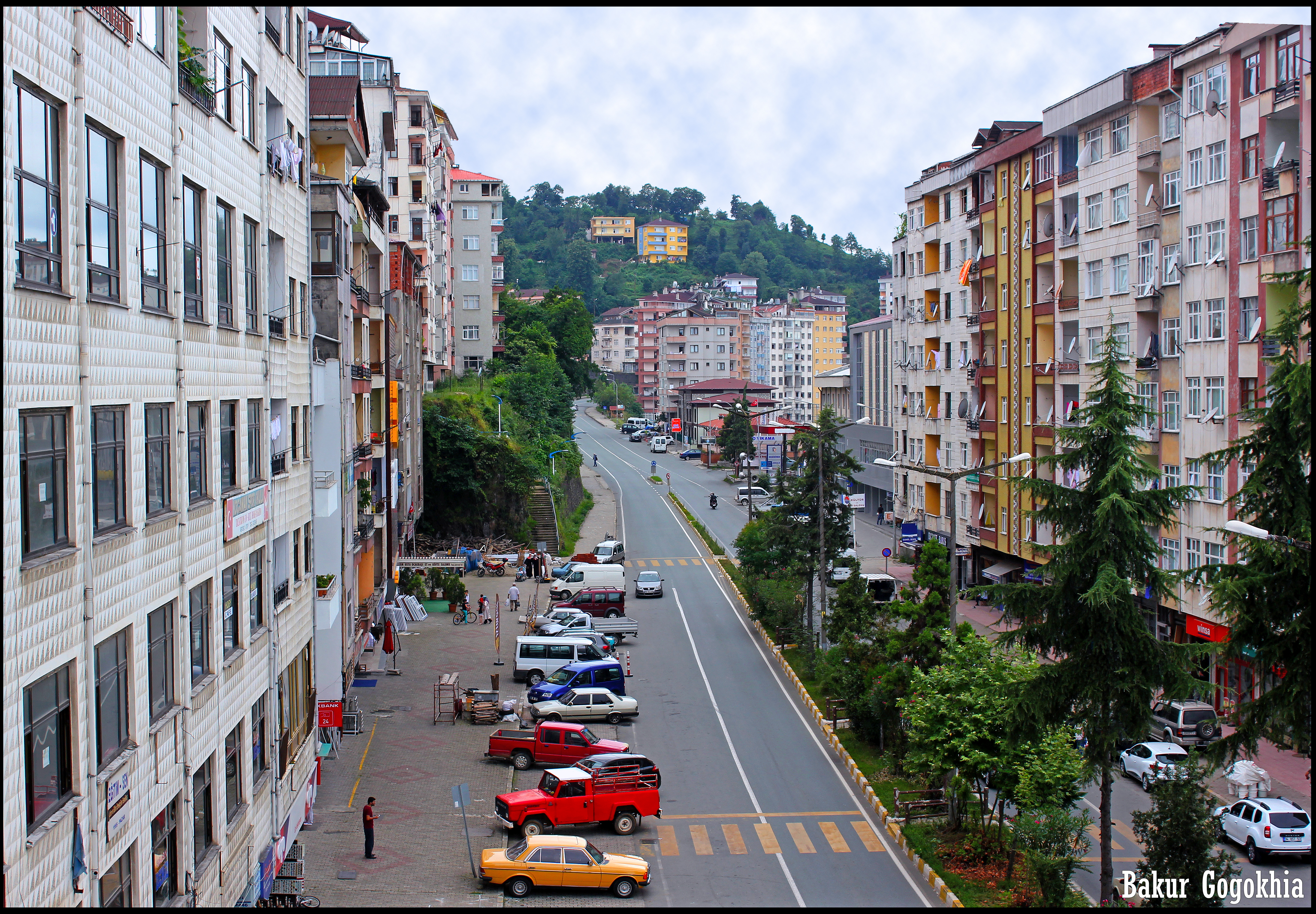
A view of Pazar district

帕扎爾是土耳其的城鎮，由里澤省負責管轄，位於該國東北部，距離首府里澤37公里，面積315平方公里，海拔高度37米，主要經濟活動有種植茶葉、漁業、貿易業和農業，2011年人口15,698。

## 外部連結
- Kalastas
- District governor's official website （页面存档备份，存于） （土耳其文）
- Pazar town's web site （土耳其文）